# 후지 TV 금요일 밤 8시 드라마
후지 TV 금요일 밤 8시 드라마(일본어: フジテレビ金曜8時枠の連続ドラマ)는 후지 TV 계열 제작으로 매주 금요일 20:00 텔레비전 드라마 시간대이다.

## 작품 목록
《페리 메이슨》
《All Honourable Men》
《코랩터스》
《히치콕 서스펜스》
《천하의 청소년》
《천하의 학원》
《올스타 진도중》
《와일드 와일드 웨스트》
《젊은이들》
《반숙 계란》
《헬프!》
《미스터 초밥왕》